# Sabethes petrocchiae
Sabethes petrocchiae is een muggensoort uit de familie van de steekmuggen (Culicidae). De wetenschappelijke naam van de soort is voor het eerst geldig gepubliceerd in 1928 door Shannon & del Ponte.